# Barrio El Cabrero
El Cabrero es un barrio de Cartagena de Indias (Colombia). Está situado frente al Mar Caribe, dejando a su espalda la laguna del Cabrero. Por el suroeste limita con el recinto histórico amurallado de la ciudad, concretamente con los baluartes de San Lucas y Santa Catalina y por el noreste con el barrio de Marbella.

## Historia
El curioso nombre de este barrio procede de los primeros siglos de historia de la ciudad, cuando se estableció en su emplazamiento una cría de cabras que se reprodujeron copiosamente dando nombre no solo al barrio sino también a los accidentes geográficos de su entorno como la laguna, el cerro o la ciénaga. Este nombre aparece en planos de Cartagena de Indias en el siglo XVIII.
A la entrada del barrio existía una pequeña fortificación para fusilería llamada Revellín a la que se accedía por un puente de madera construido sobre un ancho foso que comunicaba las aguas del mar con las de la ciénaga. Cuando se empezó a trabajar en el amejoramiento del barrio se derrulló el Revellín y fue sellado completamente el foso por lo que en el presente no quedan huellas de su presencia.
Solo a partir del siglo XIX cuando cesaron los ataques por mar a la ciudad empezó a poblarse el espacio extramuros de Cartagena de Indias siendo este barrio uno de los primeros por su cercanía y su posición costera.
El gran impulso a la definitiva consolidación del barrio y su embellecimiento se lo dio a finales del siglo XIX la residencia de Rafael Núñez, 2 veces presidente de los Estados Unidos de Colombia y 2 de la República de Colombia, y su esposa Soledad Román.

## Evolución urbana

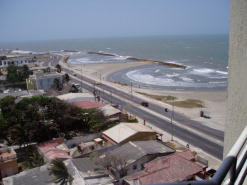
Vista del barrio desde el Edificio Altamar del Cabrero

Tradicionalmente ha sido un barrio de casas individuales y habitado por pescadores. Poco a poco han ido construyéndose edificios de apartamentos con usos residencial y turístico que por su gran altura crean un fuerte contraste con las viviendas tradicionales.
En el mar se han instalado espolones en "T" que gracias al oleaje han favorecido la formación de nuevas playas de forma semicircular ganando terreno al mar.
El barrio cuenta en la actualidad con tres vías:
- Avenida Santander: recorre la costa.
- Calle Real de El Cabrero: atraviesa el barrio longitudinalmente.
- Carrera 3ª también llamada Soledad Román: bordea la laguna del Cabrero a través de terrenos que antes estaban poblados de mangles. Dispone de ciclovía a lo largo de su recorrido.

## Monumentos y puntos de interés

### Casa-museo Rafael Núñez

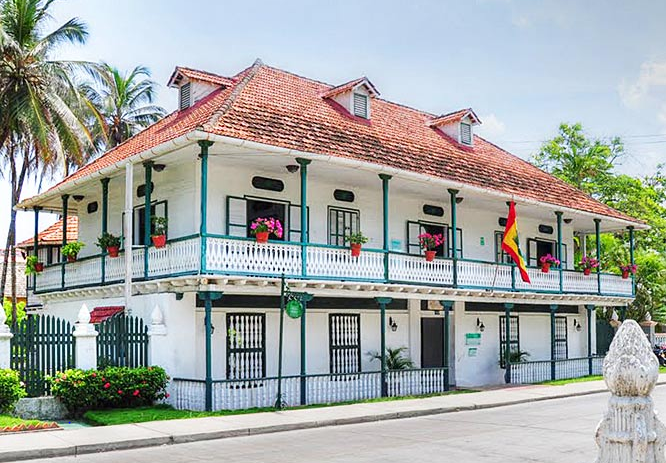
Casa del presidente Rafael Nuñez

Casa donde vivió el 4 veces presidente de Colombia Rafael Núñez junto a su esposa Soledad Román de Núñez. Es una mansión construida enteramente en madera. El edificio cuenta con visitas guiadas y en su interior se exponen los muebles de época originales. Cuenta también con un hermoso patio con abundante vegetación.
Frente a la casa al otro lado de la calle está la entrada principal del parque Apolo y tras ella se encuentra la estatua de Rafael Núñez sobre un pedestal mirando hacia la casa.
La Fundación Casa Museo de El Cabrero fundada por Eduardo Lemaitre Román y Teresita Román de Zurek junto con el Ministerio de Cultura de Colombia se encarga de administrar los bienes históricos de Rafael Núñez y Soledad Román.

### Ermita del Cabrero

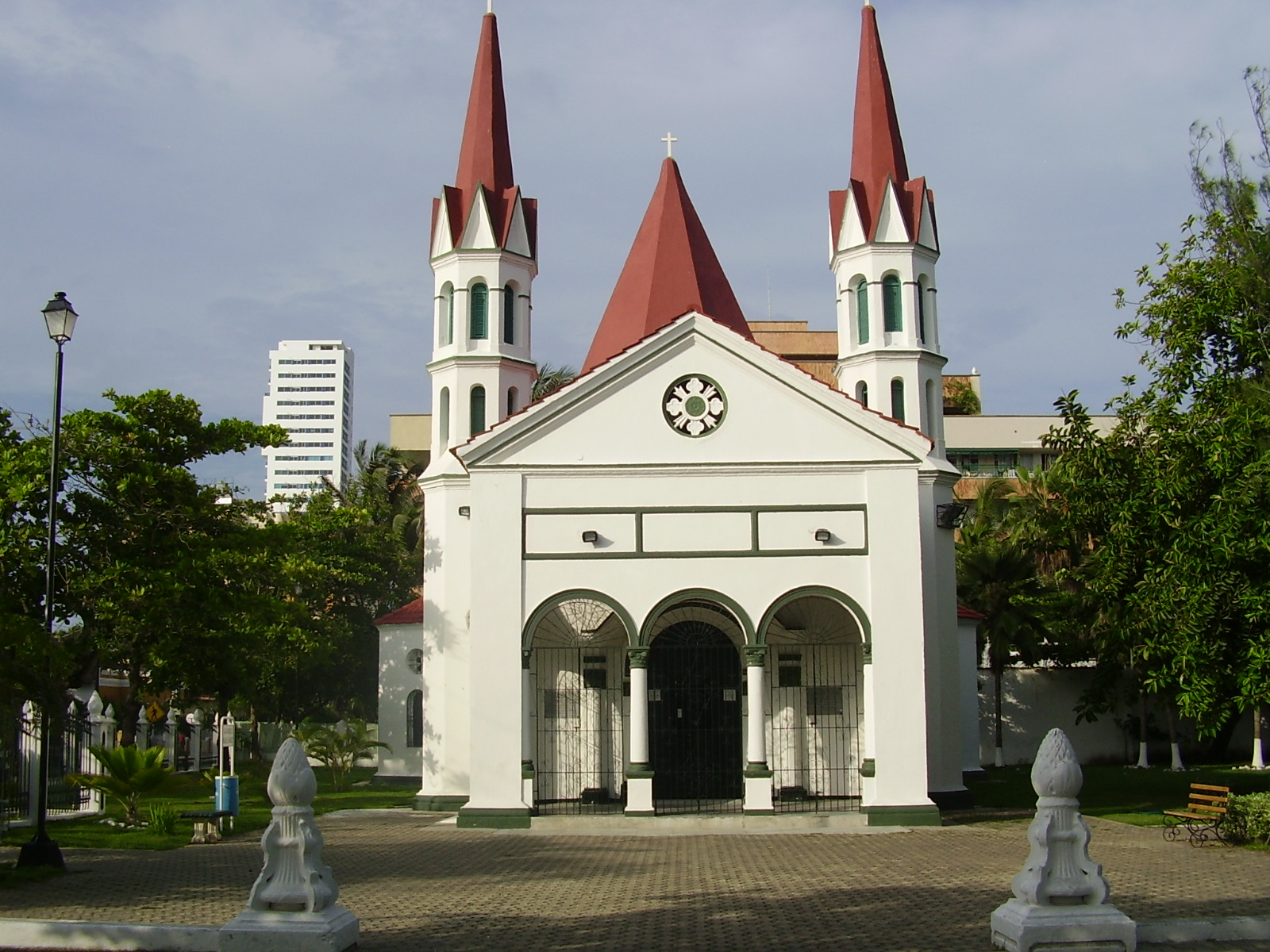
Iglesia del Cabrero

Está situada en el interior del Parque Apolo. Fue construida en hornor a Nuestra Señora de las Mercedes como pago a una promesa de Doña Soledad Román por detener la guerra que inminentemente iba a destruir a la ciudad.
En la capilla a ambos lados del altar mayor reposan los restos del presidente Rafael Núñez y su esposa Soledad Román en dos mausoleos.

### Parque Apolo

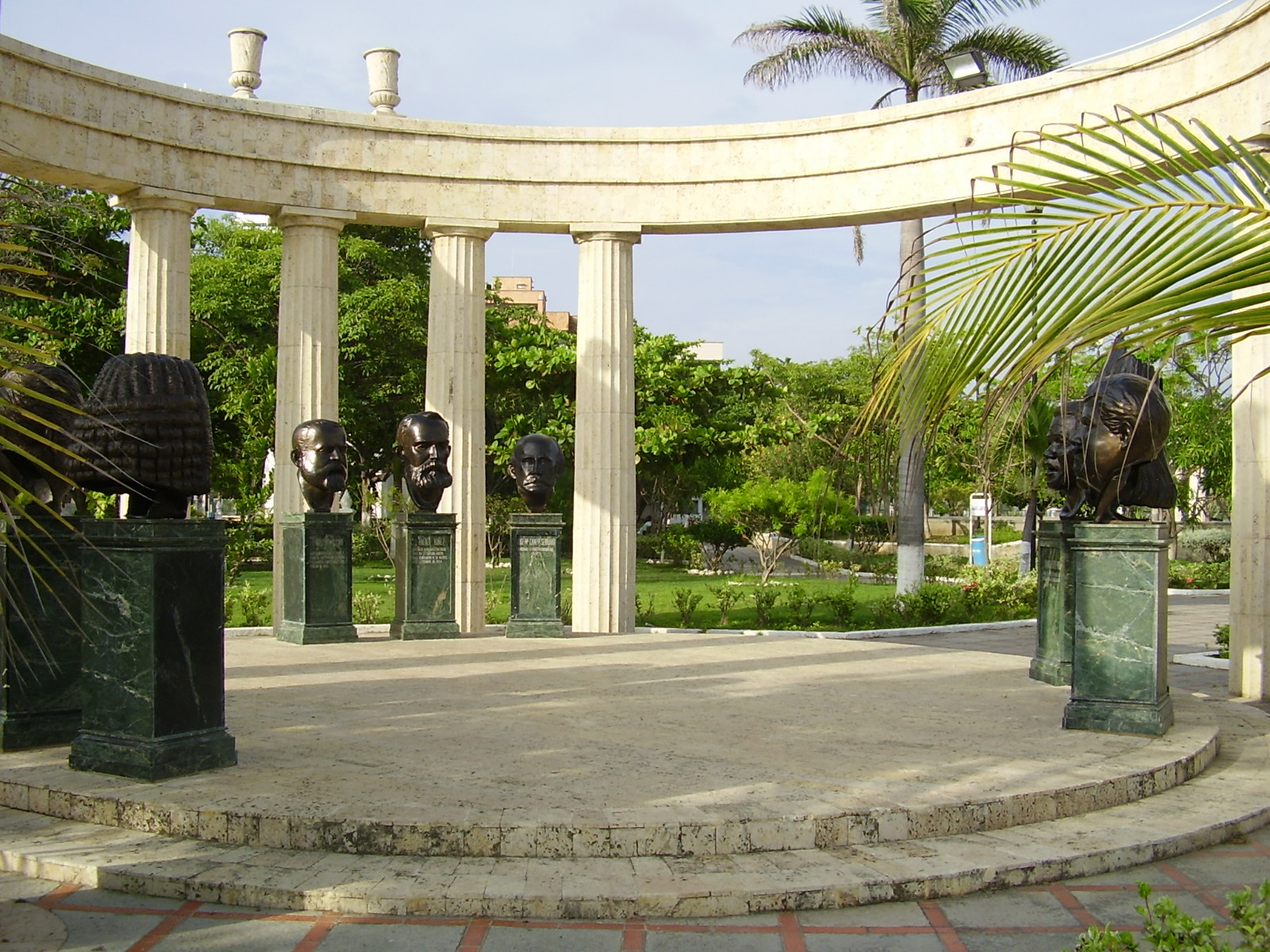
Homenaje a la Constitución de 1886

Forma un conjunto con la ermita del Cabrero y la casa de Rafael Núñez. En su centro se alza un monumento realizado como homenaje a la Constitución de 1886 de la que Rafael Núñez fue el principal inspirador. Consiste en una base circular rodeada de varias columnas que soportan un dintel circular. En la base hay 9 pedestales con los bustos de 9 de los personajes más importantes de las tres etapas en que se divide la Historia de Colombia: precolombina, colonial y republicana.
A continuación se citan los 9 personajes:
- Carex: Indio Caribe que se enfrentó a Don Pedro de Heredia, fundador de la ciudad de Cartagena de Indias.
- Domingo Benkos Biohó: Caudillo de los esclavos negros que lideró la lucha por la libertad.
- Sebastián de Eslava: Virrey de Nueva Granada.
- Pedro Zapata de Mendoza: Gobernador de Cartagena. A él se debe la excavación del canal del dique y la construcción del primitivo Castillo de San Felipe de Barajas.
- Vicente Celedonio Piñeres: junto con sus dos hermanos Gabriel y Germán dirigió el movimiento político que culminó con la independencia de Cartagena el 11 de noviembre de 1811.
- General Juan José Nieto: Presidente de la Confederación Granadina y del Estado Soberano de Bolívar. Además de militar fue historiador y novelista.
- Miguel Antonio Caro: Redactor de la Constitución de 1886.
- Rafael Núñez: Presidente de Colombia e inspirador de la Constitución de 1886.
- José María Campo Serrano: Sancionó la constitución de 1886.

Cerca a este monumento se encuentra el busto de Eduardo Lemaitre Román, ilustre historiador y académico, quien dedicó su vida a preservar la memoria de Cartagena de Indias y a estudiar su historia y la de Colombia. Eduardo Lemaitre Román junto con su prima Teresita Román de Zurek fundaron la Fundación Casa Museo de El Cabrero, ente que administra y vela por la preservación del legado de Rafael Nuñez y Soledad Román.

### Federación Nacional de Cafeteros

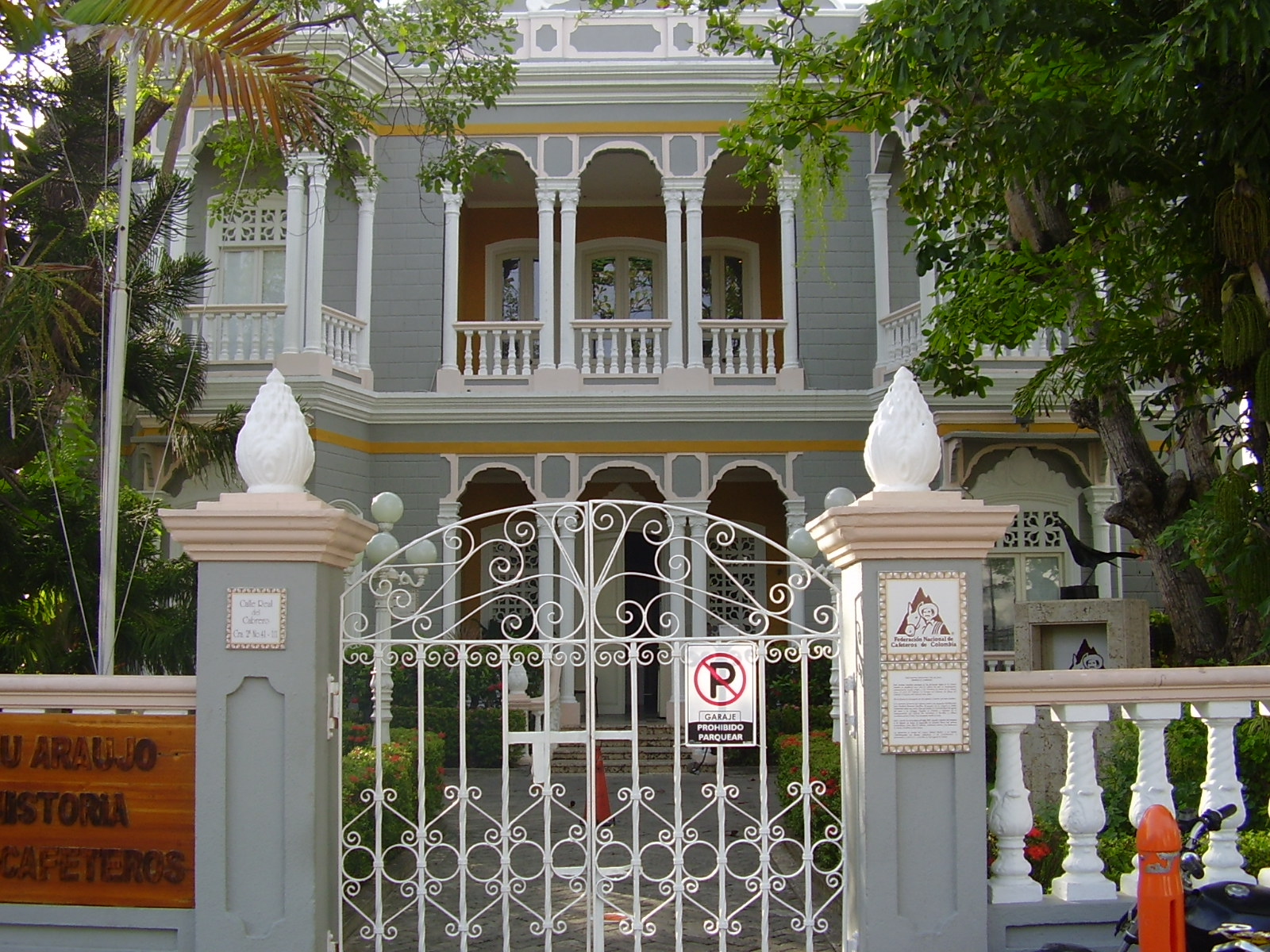
Federación Nacional de Cafeteros

La Federación Nacional de Cafeteros de Colombia tiene su sede en una hermosa mansión contigua a la casa de Rafael Núñez en la Calle Real del Cabrero. En la puerta se pueden ver dos placas. La superior es el símbolo con la imagen de Juan Valdez que es la marca de autenticidad del Café de Colombia. La inferior contiene una pequeña reseña histórica del barrio.
- Datos: Q5720380